# منى إبراهيم
منى إبراهيم (8 مايو 1945- 8 مايو 1997) هي راقصة وممثلة مصرية، اشتهرت في السينما اللبنانية بأداء أدوار الإغراء الجريئة، وعملت في بعض الأفلام المصرية، ومن مسرحياتها (خمسة وخميسة)، و(البغل في الأبريق) ومن أعمالها التلفازية «دقات الطبول».

## سيرتها
وُلدت إقبال إبراهيم السيد البدوي المشهورة باسم (منى إبراهيم)، في طنطا بتاريخ 8 مايو عام 1945م. وانتقلت مع أمها وأخواتها الأربع إلى القاهرة، وهناك عملت راقصة في الملاهي الليلية (الكباريهات)، واتصلت بالراقصة والممثلة تحية كاريوكا التي اختارت لها اسم منى إبراهيم ليصبح اسمَها الفني.
بعد عملها مدة طويلة راقصة في الملاهي اتجهت إلى التمثيل، فكان أولَ ظهور لها في مسرحية (البغل في الأبريق) بطولة تحية كاريوكا عام 1967م، وأدَّت منى فيها دور راقصة. لفتت نظر الفنان فؤاد المهندس فقدمها للسينما بدور الراقصة في فِلم (العتبة جزاز) عام 1969م، لتبدأ مسيرتها بعد ذلك في السينما، وتقدم أكثر من 25 فلمًا في مشوارها الفني.
وفي عام 1975م أثارت منى إبراهيم جدلًا كبيرًا بظهورها عارية تمامًا في فِلم (الأستاذ أيوب) بطولة فريد شوقي، فمُنع الفلم من العرض، ولقَّبها الجمهور بأجرأ فنانة في تاريخ السينما المصرية، ثم عُرض الفلم بعد حذف المشهد الفاضح. وكتبت الصحف حينئذ أن مشاركة فريد شوقي في هذا الفلم نقطة سوداء في تاريخه الفني.
ثم ابتعدت منى إبراهيم عن الفن سنوات، وأعلنت عام 1979م اعتزالها الرقص الشرقي، ثم عادت مرَّة أُخرى إلى التمثيل فظهرت عام 1989م في مسلسل (حدث في بيت القاضي) بطولة صلاح قابيل وشكري سرحان وكريمة مختار. وفي مسلسل (أهلا يا جدو العزيز)، وكان آخر ظهور لها عام 1996م في فلم (الغاضبون) بطولة فريد شوقي. ثم اختفت تمامًا عن الأضواء، وابتعدت عن الإعلام لإصابتها باضطرابات نفسية.
تزوَّجت منى إبراهيم أكثر من 20 مرَّة من رجال أعمال ومشاهير مصريين ولبنانيين، ولم تُنجِب إطلاقًا، وأصيبت في أواخر أيامها بالجنون، ودخلت مستشفى الأمراض العقلية، ويُقال: إنها توفيت فيه.

## من أعمالها

### أفلام
- الغاضبون (1996) بدور كوثر
- الخادم (1990)
- حنفي الأبهة (1990) بدور المعلمة نوسة
- حدث في بيت القاضي (1989)
- الغني والفقير (1989)
- رمضان فوق البركان (1985)
- جزيرة النساء (1976)
- الأستاذ أيوب (1975) بدور لولا
- يوم الأحد الدامي (1974)
- الجائزة الكبرى (1974)
- العمالقة (1974) بدور راقصة - ضيفة شرف
- الغفران (1971)
- عودة حميدو (1971)
- الرجل المناسب (1970) بدور راقصة
- العتبة جزاز (1969) بدور راقصة

### مسلسلات
- أهلاً يا جدو العزيز (1989)
- حدث في بيت القاضي (1989)
- وكسبنا القضية (1986)
- دقات الطبول[6]

### مسرحيات
- حكاية سها (1994) (سهرة تلفازية)
- خمسة وخميسة
- دقات القلوب
- البغل في الإبريق (1967)

## وصلات خارجية
- منى إبراهيم على موقع أرشيف الشارخ.
- منى إبراهيم على موقع الدهليز
- منى إبراهيم على موقع قاعدة بيانات الأفلام العربية